# Wydawnictwo Marek Derewiecki
Wydawnictwo Marek Derewiecki powstało na bazie podziemnego (od roku 1990 legalnego) Wydawnictwa Antyk. Od 1990 roku nastąpił podział Wydawnictwa Antyk na Wydawnictwo Antyk-Marcin Dybowski wydające literaturę religijną i polityczną oraz Wydawnictwo Antyk-Marek Derewiecki parające się wydawaniem książek o tematyce filozoficznej. Od 1 maja 2006 roku wydawnictwo Antyk-Marek Derewiecki zmieniło nazwę na Wydawnictwo Marek Derewiecki.
Od roku 1997 wydawnictwo publikuje serię pod nazwą Biblioteka Europejska. Seria zainaugurowana została wznowieniem O duchu praw Monteskiusza. Obecnie liczy blisko 100 tomów. Od 1999 roku wychodzi seria Daimonion, a pierwszym tytułem jaki się w jej ramach ukazał był Między wolnością, a prawdą egzystencji. Studium myśli Sorena Kierkegaarda Antoniego Szweda. Do tej pory w serii ukazało się 45 tytułów. Pozostałe serie wydawnicze to Ad Fontes, Aurea, Biblioteka Historyczna i Biblioteka klasyków antropologii w ramach której ukazały się prace takich autorów jak Marcel Griaule, Maurice Leenhardt, Jonas Frykman, Algirdas Julien Greimas, Wilhelm z Rubruk, Edward Evans-Pritchard, Bernardino de Sahagún, Pierre Bourdieu, Mary Douglas i Alfred Radcliffe-Brown.